# 767. pehotni polk (Wehrmacht)
Za druge 767. polke glejte 767. polk.
767. pehotni polk (izvirno nemško Infanterie-Regiment 767) je bil eden izmed pehotnih polkov v sestavi redne nemške kopenske vojske med drugo svetovno vojno.

## Zgodovina
Polk je bil ustanovljen 4. marca 1942 kot polk 19. vala na področju Angoulêmeja preko AOK 7 iz delov 596. in 597. pehotnega polka; polk je bil dodeljen 376. pehotni diviziji.
15. oktobra 1942 je bil polk preimenovan v 767. grenadirski polk.